# Faistenau
Faistenau es una localidad y municipio en el estado de Salzburgo, Austria.
Localizado en el distrito (Bezirk) de Salzburg-Umgebung. Es un importante destino turístico, localizado en la zona conocida como Salzkammergut, región conocida por sus lagos naturales.
En mayo de 2001 Faistenau tenía una población de 2.850 habitantes, de los cuales el 49,6% eran hombres y el 50,4% mujeres. El dato más antiguo sobre la población de Faistenau es de 1869, año en el que la población era de unos 1.103 habitantes

## Localidades
El municipio comprende las siguientes localidades (población a 1 de enero de 2018):
- Alm (60)
- Anger (670)
- Faistenau (559)
- Lidaun (133)
- Ramsau (339)
- Tiefbrunnau (397)
- Vordersee (745)
- Wald (200)